# 叶全明
叶全明（1910年-1988年），又译叶泉明，药剂师和万隆工艺学院教授，印度尼西亚华人。1945年獲委任為独立准备委员会委员。印度尼西亚独立后，加入印度尼西亚民族党。1963年5月10日于政治事件中受伤，之后移居美国洛杉矶，晚年回到印度尼西亚。